# 남원 실상사 승탑
남원 실상사 승탑(南原 實相寺 僧塔)은 전북특별자치도 남원시 산내면, 실상사에 있는, 고려시대의 승탑이다. 1963년 1월 21일 대한민국의 보물 제36호로 지정되었다.

## 개요
실상사 안에서 멀리 떨어져 있는 잔디밭에 건립되었다. 실상사에는 동서 3층 석탑과 석등을 비롯하여 탑·석비 등 많은 석조 유물이 전하고 철조여래좌상이 있으며, 1967년에는 경내에서 통일신라 후기로 추정되는 동종이 발견된 일이 있었다.
탑은 일반적인 양식을 기본으로 하여 맨 아래 바닥돌에서 지붕까지 모두 8각을 이루고 있다. 아래받침돌에는 용틀임과 구름무늬가 아름답게 새겨져 있고, 가운데받침돌은 아무런 무늬를 새기지 않았다. 윗받침돌에는 연꽃 8잎이 위를 향해 피어 탑몸돌을 받치고, 각 모서리를 따라 꽃장식이 표현되어 있다.
탑몸돌은 한 면에만 문을 얕게 조각하고, 다른 면에는 아무 장식이 없다. 지붕돌은 윗면의 경사가 급하고, 여덟 곳의 귀퉁이에는 작은 꽃이 장식되었다.
꼭대기에는 꾸밈이 없는 둥근 돌이 놓이고, 그 위에 연꽃무늬가 새겨진 보주(寶珠:연꽃봉오리모양의 장식)가 놓여 있다.
너비에 비해 길쭉해 보여 안정감이 없어 보이지만 정제된 편이다. 약한 석질 탓인지 조각은 간소하고 소박한 편이며, 특히 윗받침돌의 꽃장식 표현은 심하게 닳아 있다. 그러나 이러한 종류에 속하는 탑으로서는 걸작에 속한다고 하겠다. 만들어진 연대는 통일신라시대의 양식을 충실하게 계승한 고려 전기의 것으로 추정되고 있다.

## 같이 보기
- 실상사

## 참고 자료
- 남원 실상사 승탑 - 국가유산청 국가유산포털